# U 619 (Kriegsmarine)
De U 619 was een Duitse U-boot van de Kriegsmarine tijdens de Tweede Wereldoorlog. Oberleutnant-zur-See Kurt Makowski was de commandant van deze VIIC-boot. 

## Geschiedenis
Makowski kwam als gezagvoerder op 23 april 1942 op de U 619.  De U 619 verliet Kiel, Duitsland, op 10 september 1942. Hij bracht twee vrachtschepen met een totale tonnenmaat van 8.723 tot zinken.

## Ondergang
De U 619 werd tot zinken gebracht op 5 oktober 1942, ten zuidwesten van IJsland, in positie 58° 41′ 0″ NB, 22° 58′ 0″ WL door vier dieptebommen van een Brits Hudson-vliegtuig van 269/N Squadron. Hierbij vielen 44 doden, samen met hun commandant Kurt Makowski.

## Voorafgaand geregistreerd feit
(Laatste herziening door FDS/NHB gedurende de maand juni 1987) - De aanval door de Britse torpedobootjager HMS Viscount op 15 oktober 1942, in positie 53° 42′ 0″ NB, 35° 56′ 0″ WL werd eertijds geloofd, met het verlies van deze U-boot, die werkelijk de U 661 was.